# جورج أندرياس بول
جورج أندرياس بول (بالنرويجية البوكمول: Georg Andreas Bull)‏ هو مهندس معماري نرويجي، ولد في 26 مارس 1829 في برغن في النرويج، وتوفي في 1 فبراير 1917 في أسكر في النرويج.